# Eupromus ruber
Eupromus ruber är en skalbaggsart som först beskrevs av Johan Wilhelm Dalman 1817.  Eupromus ruber ingår i släktet Eupromus och familjen långhorningar.
Artens utbredningsområde är Taiwan. Inga underarter finns listade i Catalogue of Life.